# 奧斯尼齊克
51°17′15″N 27°7′45″E / 51.28750°N 27.12917°E
奧斯尼齊克（烏克蘭語：Осницьк），是烏克蘭西北部的村莊，隸屬里夫內州的薩爾內區。該村始建於1909年，面積28.3平方公里，海拔高度171米，2001年人口737，人口密度每平方公里26人。